# Junts per Catalunya
Junts per Catalunya (pol. Razem dla Katalonii, JxCat) – katalońska koalicja wyborcza skupiająca zwolenników byłego premiera Carlesa Puigdemonta. Zrzeszała środowiska opowiadające się za niepodległością Katalonii.

## Historia
Powstanie JxCat, początkowo jako komitetu wyborczego na potrzeby wyborów regionalnych, ogłoszono 13 listopada 2017. Zawiązał go Carles Puigdemont, były premier Katalonii, który dla uniknięcia aresztowania opuścił Hiszpanię. Nazwa nawiązywała do Junts pel Sí, szerokiej koalicji ugrupowań niepodległościowych z wyborów w 2015, które stanowiły zaplecze rozwiązanego rządu Carlesa Puigdemona. JxCat stworzyła natomiast głównie Demokratyczna Europejska Partia Katalonii (PDeCAT), powstała na bazie formalnie nierozwiązanej Demokratycznej Konwergencji Katalonii, do której dołączyły także osoby bezpartyjne i środowiska polityczne. Lista ta w wyborach z 21 grudnia 2017 otrzymała 21,7% głosów (2. miejsce) i 34 mandaty.
W wyborach parlamentarnych w kwietniu 2019 ugrupowanie wprowadziło 7 posłów Kongresu Deputowanych, a także w głosowaniu uzyskało 2 mandaty w Senacie. W kolejnych wyborach z listopada tegoż roku formacja uzyskała 8 miejsc w niższej izbie parlamentu, a także 3 miejsca w Senacie.
W 2019 na potrzeby wyborów europejskich partia wystawiła natomiast listę wyborczą pod szyldem Lliures per Europa, kierowaną przez swojego przebywającego wciąż poza Hiszpanią lidera. Ugrupowanie uzyskało 2 miejsca w Europarlamencie IX kadencji (i trzeci mandat po brexicie).
Ugrupowanie w tej formie zakończyło działalność w 2020. Carles Puigdemont w tymże roku ogłosił tworzenie nowego ugrupowania bez PDeCAT (jego środowisko pozostało jednocześnie przy szyldzie Junts per Catalunya).